# Acrocercops synclinias
Acrocercops synclinias är en fjärilsart som beskrevs av Edward Meyrick 1931. Acrocercops synclinias ingår i släktet Acrocercops och familjen styltmalar. Inga underarter finns listade i Catalogue of Life.